# Mohamed Amezian
Mohamed Ameziane (... – 1912) è stato un condottiero berbero leader dell'indipendenza del Rif fino all'arrivo di Abd el-Krim.
È stato Qadi di Beni Bu Gafa e presumibilmente un discendente di Moulay Idriss.
Nei primi anni del XX secolo la Spagna e la Francia aveva molti interessi economici in Marocco, che portano alla creazione di protettorati spagnoli e francesi nel 1912. Prima di questo successo, Ameziane si mette contro la costruzione di una linea ferroviaria spagnola vicino a Melilla, in quella che è conosciuta come la Campagna del Melilla nel 1908 e molti la vedono come un preludio della guerra del Rif.
Un suo figlio, Mohamed ben Mizzian è stato capitano generale di La Coruna negli anni 50 del XX secolo.